# Hypopyra ossigeroides
Hypopyra ossigeroides är en fjärilsart som beskrevs av Embrik Strand 1914. Hypopyra ossigeroides ingår i släktet Hypopyra och familjen nattflyn. Inga underarter finns listade i Catalogue of Life.